# 蒄
蒄，化学式C
24H
12，又名六苯并苯，晕苯，是一种周围由六个苯环稠合而成，结构高度对称的多环芳香烃。蒄在自然界中罕见。1955年首次在乌克兰境内的喀尔巴阡山脉发现了一种烃类矿物黄地蜡，其主要成分为蒄。另有从美国加利福尼亚州圣贝尼托县的煤层中发现1厘米厚的此矿物的薄层的报道。

## 制备
蒄可从石油炼制加氢裂化过程得到，此过程蒄可能二聚至15个环的二蒄。
蒄可利用傅-克反应及硒脱氢制备。用2,7-二甲萘通过N-溴代丁二酰亚胺进行苯甲型的溴化，两甲基的氢各被一个溴取代，然后用武兹反应将两分子缩合，得到一个十四元环化合物。在AlCl3的作用下关环。这步反应的过程和芳香烃被烯烃烷基化类似。最后用硒脱氢即得蒄。

## 物理性质
蒄为白色或淡黄色粉末。溶于苯，甲苯，二氯甲烷等溶剂中，在紫外线照射下发出蓝色荧光，其发射光谱的频带的数目和它们的相对强度与溶剂有关。

## 化学性质

### 芳香性
蒄具有芳香性，虽然其具有24个离域电子，不符合休克尔规则，但是休克尔规则只能在单环体系下被理论证明。由共振论蒄的芳香性可用20个共振式组成的共振杂化体解释。 
根据等键反应假设的数据模拟计算显示蒄的平均电子共振能高于苯：
蒄 + 24 * 乙烯 → 18 * 丁二烯 REPE 4.2 kcal/mol (17.6 kJ/mol)
苯 +  3 * 乙烯 → 3 * 丁二烯 REPE 3.6 kcal/mol (15 kJ/mol)